# Childe Hassam
Frederick Childe Hassam (Boston 1859 - 1935) fue un pintor impresionista estadounidense. En 1886 viajó a París para estudiar arte en la Académie Julian (1886-1889). Tuvo como maestros a Gustave Boulanger y Jules Joseph Lefebvre. Hassam regresó a Estados Unidos en 1889, residiendo en Nueva York. 
El impresionismo francés y el arte de Claude Monet tuvieron una fuerte influencia en Hassam. Formó parte del Ten American Painters, una asociación de pintores norteamericanos impresionistas. A su regreso a Nueva York, Hassam pintó edificios de la ciudad en un estilo impresionista francés. Murió el 27 de agosto de 1935 en East Hampton, en el estado de Nueva York. 

## Primeros años
Hassam era conocido por todos como "Childe" (pronunciado como "child", niño), un nombre tomado de un tío suyo. Hassam nació en la casa familiar de Olney Street en Meeting House Hill en el barrio Dorchester de Boston, el 17 de octubre de 1859. Su padre, Frederick Fitch Hassam (1825–1880), era un comerciante de cuchillería de éxito moderado con una gran colección de arte y antigüedades. Descendía de una larga línea de habitantes de Nueva Inglaterra. Su madre, Rosa Delia Hawthorne (1832–1880), oriunda de Maine, compartía antepasados con el novelista estadounidense Nathaniel Hawthorne. Su padre afirmó descender de un inmigrante inglés del siglo XVII cuyo nombre, Horsham, se había corrompido con el tiempo a Hassam. Con su tez oscura y sus párpados pesados, muchos pensaron que Childe Hassam era descendiente de Oriente Medio, especulaciones que él disfrutaba avivar. A mediados de la década de 1880, se dedicó a pintar una luna creciente de apariencia islámica (que finalmente degeneró en solo una barra oblicua) junto a su firma, y adoptó el apodo de "Muley" (del árabe "Mawla", Señor o Maestro), invocando a Muley Abul Hassan, un gobernante de Granada del siglo XV cuya vida ficticia aparecía en la novela Cuentos de la Alhambra de Washington Irving.
Hassam demostró tempranamente un interés por el arte. Recibió sus primeras lecciones de dibujo y acuarela mientras asistía a The Mather School, pero sus padres prestaron poca atención a su talento naciente.
Cuando era niño, Hassam se destacó en el boxeo y la natación en la Dorchester High School. Un desastroso incendio en noviembre de 1872 destruyó gran parte del distrito comercial de Boston, incluido el negocio de su padre. Hassam dejó la escuela secundaria después de dos años (a los 17 años) y en 1880 su familia se había mudado al cercano Hyde Park. A pesar de la oferta de su tío de pagarle una educación en Harvard, Hassam prefirió ayudar a mantener a su familia trabajando. Su padre le consiguió un trabajo en el departamento de contabilidad de la editorial Little, Brown & Company. Durante ese tiempo, Hassam estudió el arte del grabado en madera y encontró empleo con el grabador George Johnson. Rápidamente demostró ser un hábil "dibujante" y produjo diseños para grabados comerciales como membretes y periódicos. Comenzó a pintar artísticamente, su medio preferido fue la acuarela, principalmente estudios al aire libre, y alrededor de 1879 comenzó a pintar sus primeros óleos.

## Carrera profesional temprana. Década de 1880

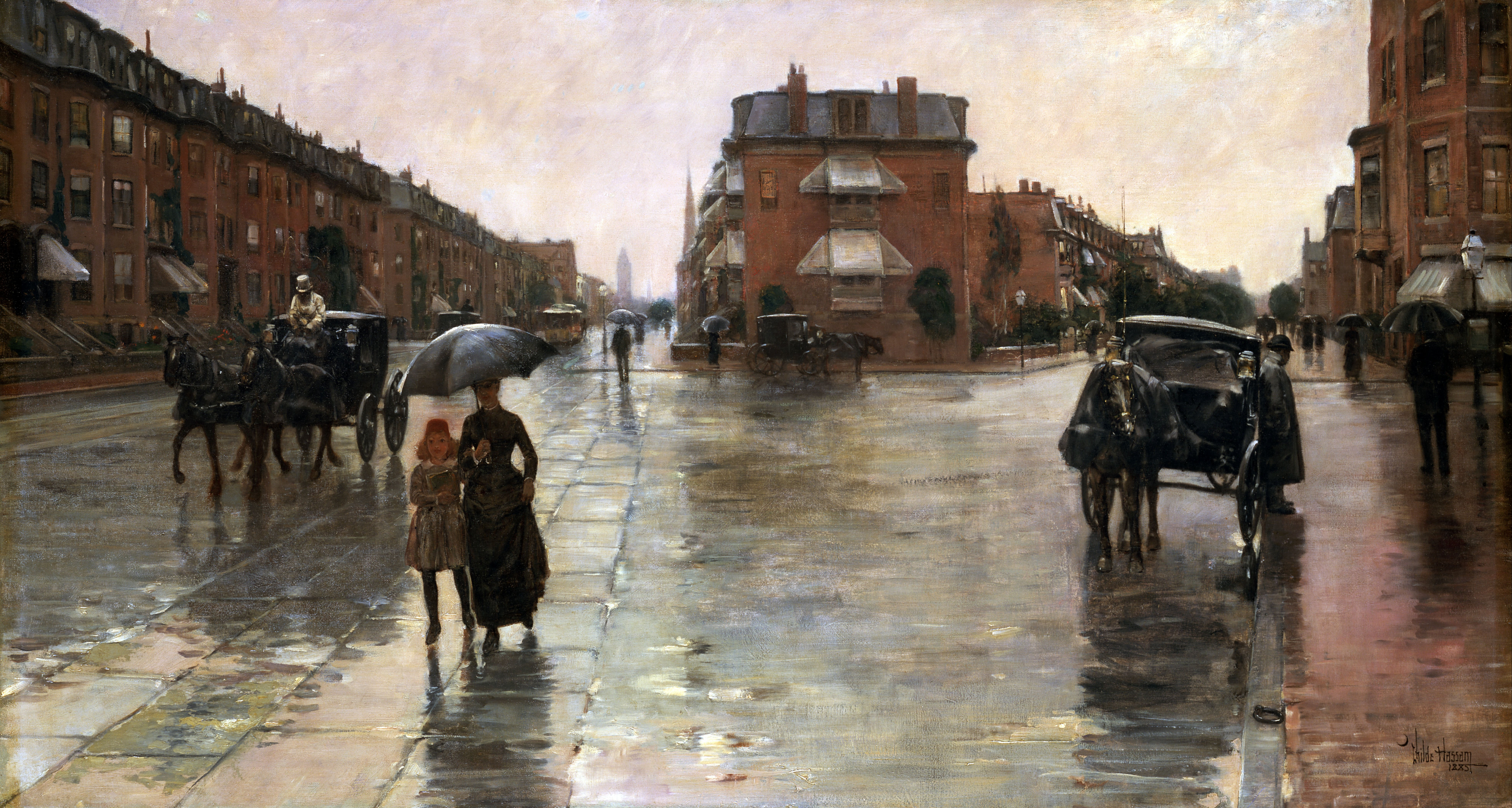
Día lluvioso, Boston (1885), Museo de Arte de Toledo en Ohio, con "un extraño parecido" con Día lluvioso en París (1877) de Caillebotte.

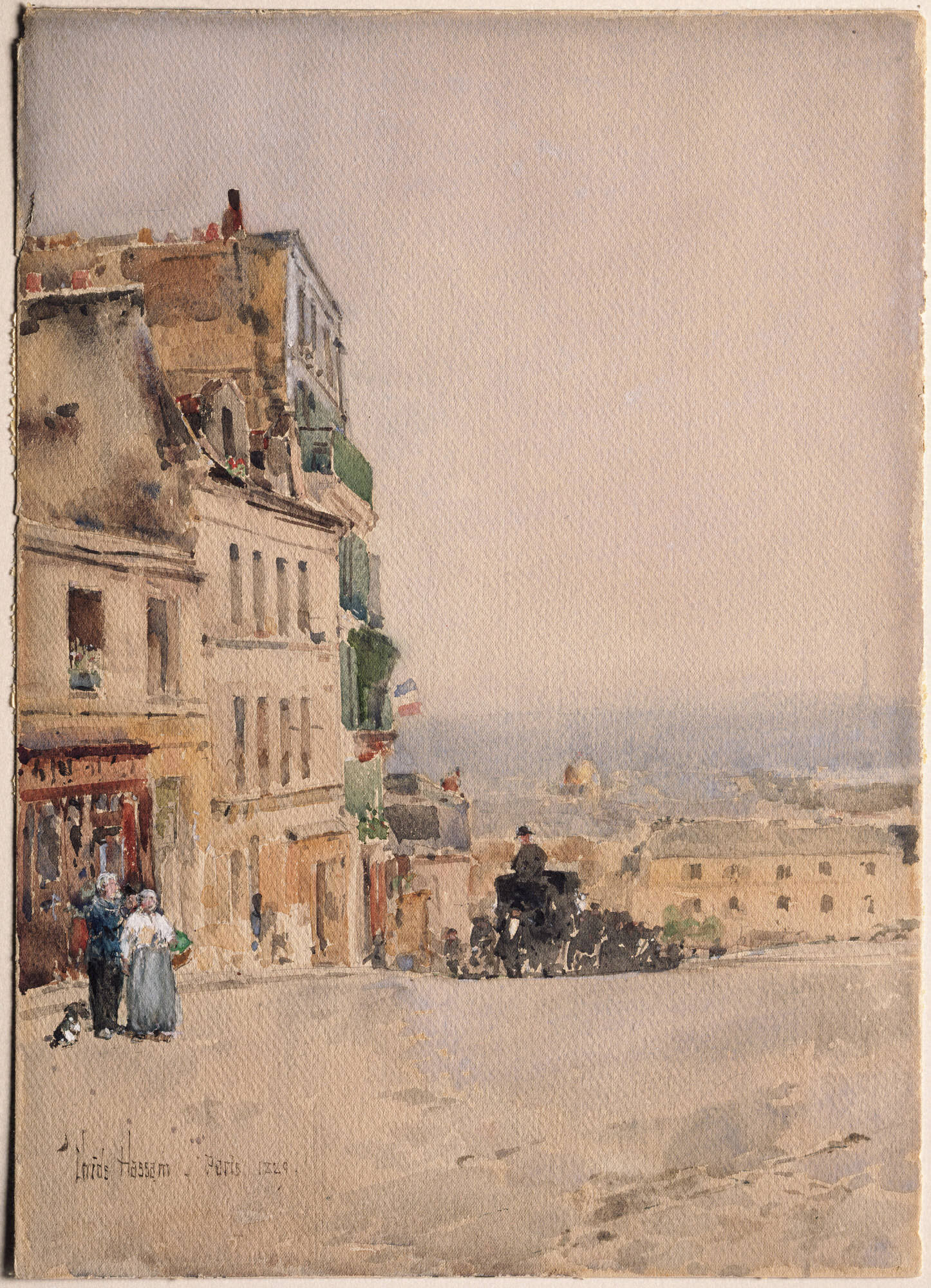
Vista de Montmartre, París, 1889, Museo de Arte de la Universidad de Princeton.

En 1882, Hassam se convirtió en ilustrador independiente y estableció su primer estudio. Se especializó en ilustrar cuentos infantiles para revistas como Harper's Weekly, Scribner's Monthly y The Century. Continuó desarrollando su técnica mientras asistía a clases de dibujo en el Instituto Lowell y en el Boston Art Club, donde tomó clases de pintura al natural.
En 1883, Hassam había exhibido acuarelas en su primera exposición individual en la Galería Williams and Everett de Boston. Al año siguiente, su amiga Celia Thaxter lo convenció de que dejara su nombre de pila y, a partir de entonces, fue conocido como "Childe Hassam". También comenzó a agregar un símbolo de media luna delante de su firma, cuyo significado sigue siendo especulativo, posiblemente una alusión a su inclinación por insinuar exóticos orígenes de Oriente Medio.
Habiendo tenido relativamente poca formación artística formal, su amigo y compañero Edmund H. Garrett, miembro del Boston Art Club, aconsejó a Hassam que se uniera a él en un "viaje de estudios" de dos meses a Europa durante el verano de 1883. Viajaron por todo el Reino Unido, los Países Bajos, Francia, Italia, Suiza y España, estudiando juntos a los Viejos Maestros y pintando acuarelas del campo europeo. Hassam quedó particularmente impresionado con las acuarelas de J. M. W. Turner. Sesenta y siete de las acuarelas que pintó Hassam en este viaje formaron la base de su segunda exposición en 1884. Durante este período, Hassam enseñó en la Escuela de Arte Cowles. También se unió al "Paint and Clay Club", ampliando sus contactos en la comunidad artística, que incluía a destacados críticos y "los más listos e inteligentes de nuestra generación más joven de artistas, ilustradores, escultores y decoradores, lo más parecido a la Bohemia de que Boston puede presumir". Los amigos encontraron que era enérgico, robusto, extrovertido y sin pretensiones, capaz de burlarse de sí mismo y de actos considerados, pero podía ser discutidor y perversamente ingenioso contra aquellos en la comunidad artística que se oponían a él. Hassam estuvo particularmente influenciado por el círculo de William Morris Hunt, quien, al igual que el gran paisajista francés Jean-Baptiste-Camille Corot, enfatizó la tradición de la Escuela de Barbizon de trabajar directamente de la naturaleza. Absorbió su credo de que "la atmósfera y la luz son las mejores cosas para trabajar en la pintura de paisajes". En 1885, un destacado crítico, en parte respondiendo a la pintura al óleo temprana de Hassam A Back Road (1884), afirmó que "el gusto de Boston por la pintura de paisajes, fundado en esta sólida escuela francesa, es la única tendencia vital, positiva, productiva y distintiva entre nuestros artistas de hoy... la verdad es suficiente poesía para estos radicales de la nueva escuela. Es un tipo de arte sano, musculoso y varonil".

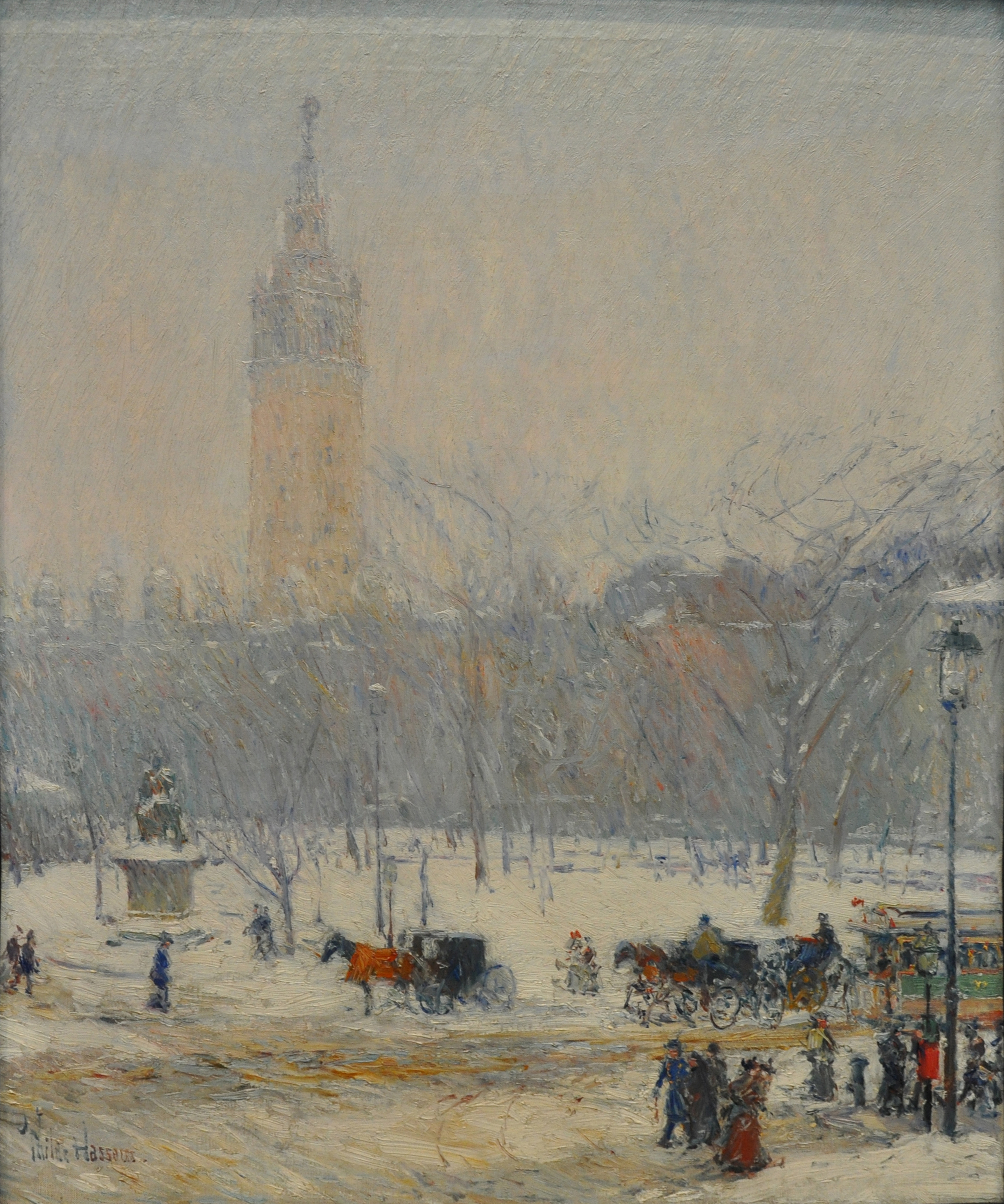
Childe Hassam - Tormenta de nieve, Madison Square, c. 1890

En febrero de 1884, después de un noviazgo de varios años, Hassam se casó con Kathleen Maude (o Maud) Doane (nacida en 1861), una amiga de la familia. A lo largo de su vida juntos, ella se hizo cargo de la casa, organizaba los viajes y se ocupaba de otras tareas domésticas, pero se sabe poco sobre su vida privada. A mediados de la década de 1880, Hassam comenzó a pintar paisajes urbanos; Boston Common at Twilight (1885) fue uno de los primeros. Se unió a algunos otros artistas estadounidenses progresistas que estaban tomando en serio el consejo del maestro académico francés Jean-Léon Gérôme, quien abandonó su temática tradicional y les dijo a sus pares estadounidenses: "Miren a su alrededor y pinten lo que ven. Olvídense de las Beaux- Arts y las maquetas y miren la intensa vida que les rodea y tengan la seguridad de que el Puente de Brooklyn vale lo que el Coliseo de Roma y que la América moderna es tan fina como las baratijas de la antigüedad.” Sin embargo, un crítico de Boston rechazó firmemente la elección de Hassam de un tema urbano calificándolo como "muy agradable, pero no arte". Aunque había mostrado una mejora constante en su pintura al óleo, sus acuarelas le continuaron proporcionando un éxito financiero constante. Regresó con su esposa a París, donde en 1886 pudieron contratar un apartamento/estudio bien ubicado con una criada cerca de la Place Pigalle, el centro de la comunidad artística parisina. Con la excepción de su compañero artista estadounidense Frank Myers Boggs, vivían entre los franceses y socializaban poco con otros artistas estadounidenses que estudiaban en el extranjero.
Hassam se había mudado a Francia para estudiar dibujo y pintura de figuras en la prestigiosa Académie Julian. Aprovechó las clases formales de dibujo con Gustave Boulanger y Jules Joseph Lefebvre, pero rápidamente pasó al autoaprendizaje y descubrió que "La academia es la personificación de la rutina... [la formación académica] aplasta toda originalidad" de los hombres en crecimiento. Tiende a ponerlos en la rutina y los mantiene en ella", prefiriendo en cambio, "mi propio método en el mismo grado". Sus primeras obras parisinas fueron escenas callejeras, empleando una paleta mayoritariamente marrón. Envió estas obras de regreso a Boston y su venta, combinada con la de las acuarelas más antiguas, le proporcionó ingresos suficientes para sostener su estancia en el extranjero. En el otoño de 1887, Hassam pintó dos versiones de Grand Prix Day, empleando un revolucionario cambio de paleta. En este cambio dramático de técnica, había colocado colores más suaves y difusos en el lienzo, de forma similar a los impresionistas franceses, creando escenas llenas de luz, hechas con pinceladas más libres. Probablemente se inspiró en las pinturas impresionistas francesas que vio en exposiciones, aunque no conoció a ninguno de los artistas. Hassam eventualmente se convirtió en uno del grupo de impresionistas estadounidenses conocido como "Los Diez".
Las fotos completas que envió a casa también llamaron la atención. Un crítico comentó: "Es refrescante notar que el Sr. Hassam, en medio de tantas corrientes artísticas buenas, malas e indiferentes, parece estar remando en su propia canoa con mucha independencia y método. Cuando sus cuadros de Boston de hace tres años... se comparan con la obra más reciente... se puede ver cómo ha progresado". Hassam contribuyó con cuatro pinturas a la Exposición Universal de 1889 en París, ganando una medalla de bronce. En ese momento, comentó sobre el surgimiento de artistas estadounidenses progresistas que estudiaban en el extranjero pero que no sucumbieron a las tradiciones francesas:
```
"La Sección Estadounidense... me ha convencido para siempre de la capacidad de los estadounidenses, pueden reclamar una escuela. Inness, Whistler, Sargent y un montón de estadounidenses son capaces de hacer frente a cualquier cosa que se haga aquí en su propia línea elegida... Un artista debe pintar su propio tiempo y tratar la naturaleza como él la siente, no repetir las mismas estupideces de su predecesores... Los hombres que han tenido éxito hoy son los hombres que han salido de la rutina."
[
7
]
```

En cuanto a los impresionistas europeos, escribió: "Incluso Claude Monet, Sisley, Pissarro y la escuela de los impresionistas hacen algunas cosas que son encantadoras y que vivirán". Más tarde, Hassam fue llamado un "impresionista extremo". Su contacto más cercano con un artista impresionista francés ocurrió cuando Hassam se hizo cargo del antiguo estudio de Auguste Renoir y encontró algunos de los bocetos al óleo del pintor. "No sabía nada sobre Renoir ni me importaba nada. Miré estos experimentos en color puro y vi que era lo que estaba tratando de hacer yo mismo".

## Periodo de 1890 a 1896

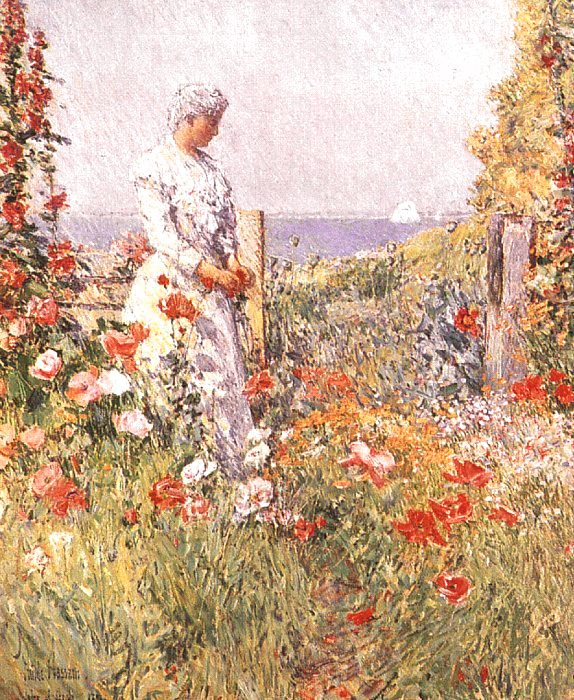
Celia Thaxter en su jardín, 1892, Institución Smithsoniana.

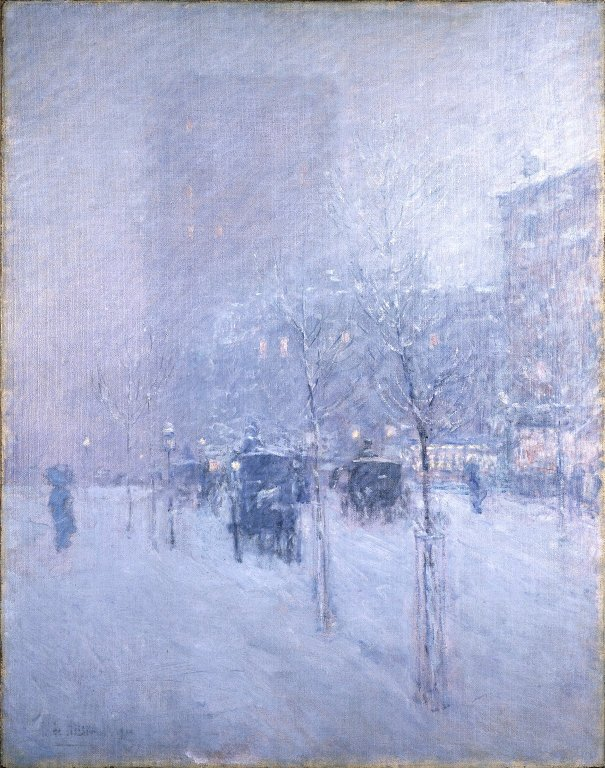
Tarde, Nueva York, Invierno, c. 1900. Museo de Brooklyn.

La pareja regresó a los Estados Unidos en 1889 y se instaló en Nueva York. Reanudó su estudio de ilustraciones y, cuando hacía buen tiempo, producía paisajes al aire libre. Encontró un estudio en la Quinta Avenida confluencia con la calle 17, una vista que pintó en uno de sus primeros óleos de Nueva York, Quinta Avenida en invierno. La calle de moda era transitada en esa época por carruajes y trolebuses tirados por caballos. Era uno de sus cuadros favoritos y lo exhibió varias veces. Utiliza hábilmente una paleta oscura distintiva de negros y marrones (normalmente considerados "colores prohibidos" por los impresionistas estrictos) para crear un panorama urbano invernal, que Le Figaro elogió por su "carácter estadounidense". Para su Washington Arch in Spring (1890), en cambio, demostró una paleta de colores pastel brillante teñida de blanco similar a la que podría haber empleado Monet.
El cambio repentino amplió sus opciones y su rango. A lo largo de la década de 1890, su técnica evolucionó cada vez más hacia el impresionismo tanto en óleo como en acuarela, incluso cuando el movimiento mismo estaba dando paso al posimpresionismo y al fauvismo. Durante su estancia en Europa, siguió favoreciendo las escenas callejeras, evitando algunas de las otras representaciones favoritas de los impresionistas, como la ópera, el cabaret, el teatro y la navegación. También pintó escenas de jardines y "dama con flores", algunas con su esposa, incluidos Los geranios (1888), que presentó en la exposición del Salón en 1889. Se las arregló para exhibir en los tres salones durante su estancia en París, pero ganó solo una medalla de bronce.
Hassam se hizo muy amigo de sus compañeros artistas impresionistas estadounidenses J. Alden Weir y John Henry Twachtman, a quienes conoció a través de la American Water Color Society, y durante los meses siguientes hizo muchas conexiones en la comunidad artística a través de otras sociedades artísticas y clubes sociales. Aportó obras de su estancia europea a varias exposiciones y espectáculos. Hassam pintó con entusiasmo la elegante atmósfera urbana de Nueva York que encontró a poca distancia de su apartamento y evitó la miseria de los barrios de clase baja. Proclamó que "Nueva York es la ciudad más hermosa del mundo. No hay bulevar en todo París que se compare con nuestra propia Quinta Avenida... el estadounidense promedio aún no logra apreciar la belleza de su propio país". Captó a hombres bien vestidos con bombines y sombreros de copa, mujeres y niños a la moda, y taxis tirados por caballos que se abrían paso lentamente por calles concurridas bordeadas por edificios comerciales (que generalmente tenían menos de seis pisos de altura en ese momento). El enfoque principal de Hassam continuaría siendo para siempre "la humanidad en movimiento". Nunca dudó de su propio desarrollo artístico y de sus temas, permaneciendo confiado en sus elecciones instintivas a lo largo de su vida.
Fue a través de Theodore Robinson, que trabajaba alternativamente en Estados Unidos y Francia, que él, Twachtman y Weir se mantuvieron en estrecho contacto con Claude Monet, que residía en Giverny en ese momento. Los cuatro estadounidenses representaron el núcleo del impresionismo estadounidense, dedicados a pintar lo que era real para ellos, lo que les resultaba familiar y cercano, al aire libre cuando era posible y con la inmediatez de la luz y la sombra, que aunque exagerada y falsamente coloreada, a veces tiene un impacto o una impresión intencionada. La escena urbana proporcionó su propia atmósfera y luz únicas, que Hassam encontró "capaces de los efectos más asombrosos" y tan pintorescos como cualquier escena junto al mar. Sin embargo, el desafío para el impresionista urbano era que la actividad se movía muy rápido y, por lo tanto, era casi imposible obtener una impresión completa en óleo. Para compensar eso, Hassam buscaba una ubicación adecuada, hacía bocetos de los componentes de su pintura planificada y luego regresaba al estudio para construir una impresión total que en realidad era una combinación de escenas más pequeñas.
Durante los veranos, trabajaba en un lugar impresionista más típico, como Appledore Island, la más grande de las islas de Shoals frente a New Hampshire, entonces famosa por su colonia de artistas. La vida social en la isla giraba en torno al salón de la poeta Celia Thaxter que acogía a artistas y figuras literarias. El grupo era un "conjunto de personas alegres, refinadas, interesantes y artísticas... como una gran familia". Allí, Hassam recordó: "Pasé algunos de mis veranos más agradables... (y) donde conocí a las mejores personas del país". Los temas de Hassam para sus pinturas incluían el jardín de flores de Thaxter, el paisaje rocoso y algunas escenas interiores, con sus pinceladas más impresionistas hasta la fecha. Al estilo impresionista, aplicó sus colores puros a lienzos sin imprimación y sin mezclar previamente. Los artistas exhibían su trabajo en el salón de Thaxter y estaban expuestos a compradores adinerados que veraneaban en la isla. Thaxter murió en 1894 y, en homenaje, Hassam pintó su salón en La habitación de las flores.
A partir de mediados de la década de 1890, Hassam también realizó excursiones de pintura de verano a Gloucester, Massachusetts; Cos Cob, Connecticut; y Old Lyme, Connecticut; todos ellos junto al mar, pero cada uno presentando aspectos únicos para la pintura. A pesar de que sus ventas fueron buenas, Hassam continuó realizando trabajos comerciales, incluso para la Exposición Mundial Colombina en Chicago en 1893. Después de un viaje a La Habana, Cuba, Hassam regresó a Nueva York y tuvo su primera gran subasta individual en las American Art Galleries en 1896, que presentó más de 200 obras que abarcaron toda su carrera hasta la fecha. The New York Times observó que del "grupo cada vez mayor de impresionistas, el Sr. Hassam es un sacerdote de alto rango en los consejos. Ha ido subiendo más y más hasta que simplemente chirría. Su impresión se ha vuelto cada vez más borrosa". Hassam obtuvo menos de 50 dólares por cuadro en la subasta. Otros artistas estadounidenses también estaban pasando por momentos difíciles durante la recesión económica general de 1896. Hassam decidió regresar a Europa.

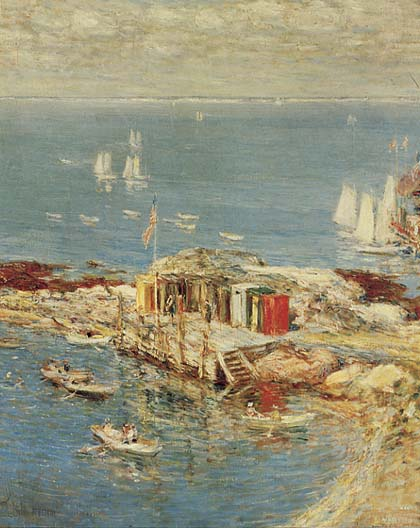
Tarde de agosto, Appledore, 1900.

## Etapa intermedia 1897 - 1910

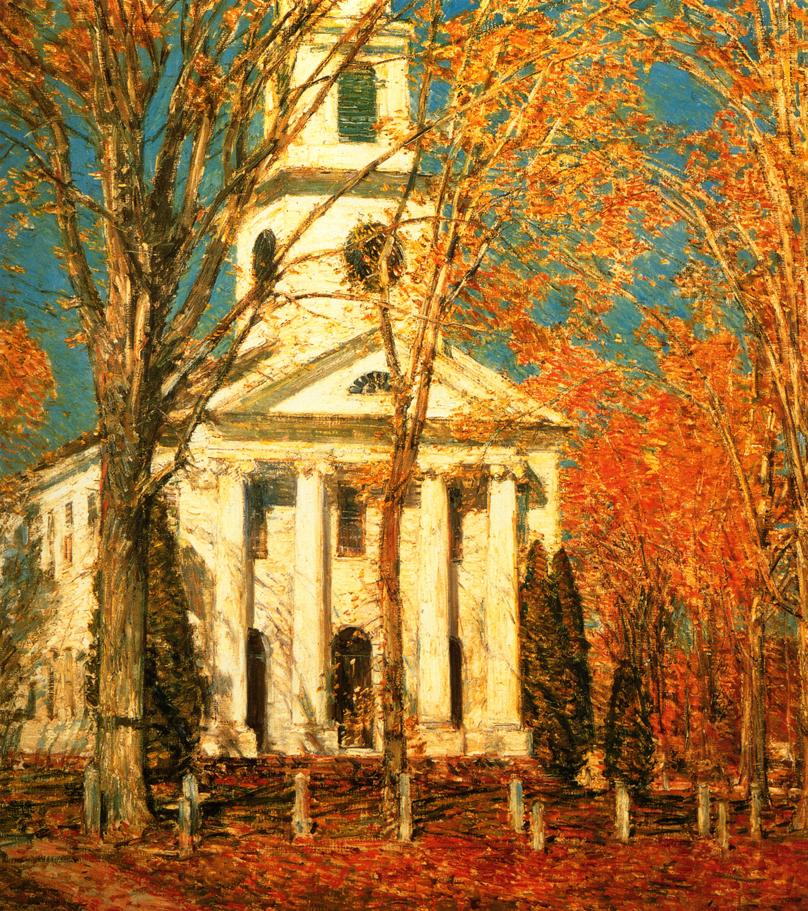
Iglesia en Old Lyme, óleo sobre lienzo, 1905.

Los Hassam navegaron primero a Nápoles, luego a Roma y Florencia. Aunque permaneció fundamentalmente en la zona de los impresionistas, Hassam pasó mucho tiempo en galerías e iglesias estudiando a los Viejos Maestros. Los Hassam llegaron a París en primavera y luego viajaron a Inglaterra. Allí continuó produciendo pinturas con una paleta muy ligera.
De vuelta en Nueva York en 1897, Hassam participó en la secesión de los impresionistas de la Sociedad de Artistas Estadounidenses, formando una nueva sociedad conocida como The Ten. El grupo fue impulsado si no iniciado por Hassam, quien estaba entre los miembros más radicales. Su primera exposición en la Galería Durand-Ruel presentó siete de sus nuevas obras europeas. Los críticos descartaron su nuevo trabajo como "experimental" y "bastante incomprensible". Aunque todavía estaba interesado en incluir figuras en sus pinturas urbanas, sus nuevos trabajos de verano realizados en Gloucester Harbor, Newport, Old Lyme y otros lugares de Nueva Inglaterra muestran una atención cada vez mayor a los paisajes y edificios puros. Sus estancia en la Old Lyme Art Colony, a partir de 1903, provocó un cambio en la producción de toda la colonia evolucionando de los colores apagados del tonalismo hacia el impresionismo estadounidense. A medida que sus colores se volvieron más pálidos y más parecidos a los de Monet, lo que muchos espectadores encontraron inquietante e insondable, se le preguntó cómo se le ocurrió esta paleta en particular. Respondió que "los temas me sugieren un esquema de color y yo simplemente lo pinto".
En 1900, Hassam visitó Provincetown, Massachusetts, una vez que la próspera comunidad marítima había comenzado a depender en gran medida del turismo local. En Building the Schooner, Provincetown, captura de manera única un evento raro en la comunidad: la construcción de una goleta. El barco que aparece en la obra de Hassam fue pagado por un millonario de Chicago y fue el primer gran barco construido en Provincetown en un cuarto de siglo.
Hassam fue astuto en la comercialización de sus obras y estuvo representado por marchantes y museos en varias ciudades y en el extranjero. A pesar de las críticas y los compradores conservadores, logró seguir vendiendo y pintando sin tener que recurrir a la docencia para sobrevivir económicamente. Un colega describió a Hassam como un artista "con un gran conocimiento de la distribución y habilidad táctica para colocar sus obras". Cuando comenzó el nuevo siglo, unas tres décadas después de las primeras exposiciones de los impresionistas en Francia, el impresionismo finalmente triunfó en la comunidad artística estadounidense, y Hassam comenzó a vender a los principales museos y recibir premios y medallas del jurado, reivindicando la creencia en su visión. En 1906, fue elegido Académico de la Academia Nacional de Diseño.
Después de un breve período de depresión y consumo de alcohol como parte de una aparente crisis de la mediana edad, Hassam, de cuarenta y cinco años, se comprometió con un estilo de vida más saludable, incluida la natación. Durante esta época sintió un rejuvenecimiento espiritual y artístico y pintó algunos temas neoclásicos, incluidos desnudos en escenarios al aire libre. Sus temas urbanos comenzaron a disminuir y confesó que estaba cansado de la vida de la ciudad, ya que los bulliciosos metros subterráneos, los trenes elevados y los autobuses motorizados habían suplantado la gracia de las calesas tiradas por caballos que tanto disfrutaba capturar en épocas anteriores. La arquitectura de la ciudad también cambió. Las majestuosas mansiones dieron paso a los rascacielos, que admitió que tenían su propio atractivo artístico: "Uno debe conceder, por supuesto, que si se toma individualmente, un rascacielos no es una gran maravilla del arte como un fenómeno arquitectónico de forma salvaje. Cuando se toman en grupos con sus contornos en zigzag que se elevan contra el cielo y se funden tiernamente en la distancia, entonces los rascacielos son verdaderamente hermosos". Las pinturas urbanas de Hassam adquirieron una perspectiva más alta y las personas se redujeron de tamaño en consecuencia, como se ilustra en El Bajo Manhattan (1907). Comenzó a pasar solo los inviernos en Nueva York y viajaba el resto del año, llamándose a sí mismo "el Marco Polo de los pintores". En 1904 y 1908, viajó a Oregón y fue estimulado por nuevos temas y puntos de vista diversos, trabajando frecuentemente al aire libre con su amigo, abogado y pintor aficionado, el Coronel C.E.S. Wood. Produjo más de 100 pinturas, pasteles y acuarelas del Desierto Alto, la costa escarpada, las Cascadas, escenas de Portland e incluso desnudos en paisajes idealizados (una serie de bañistas comparables a las del simbolista Pierre Puvis de Chavannes). Como de costumbre, adaptó su estilo y colores al tema en cuestión y al estado de ánimo del lugar, pero siempre en la vena impresionista.

## Obra

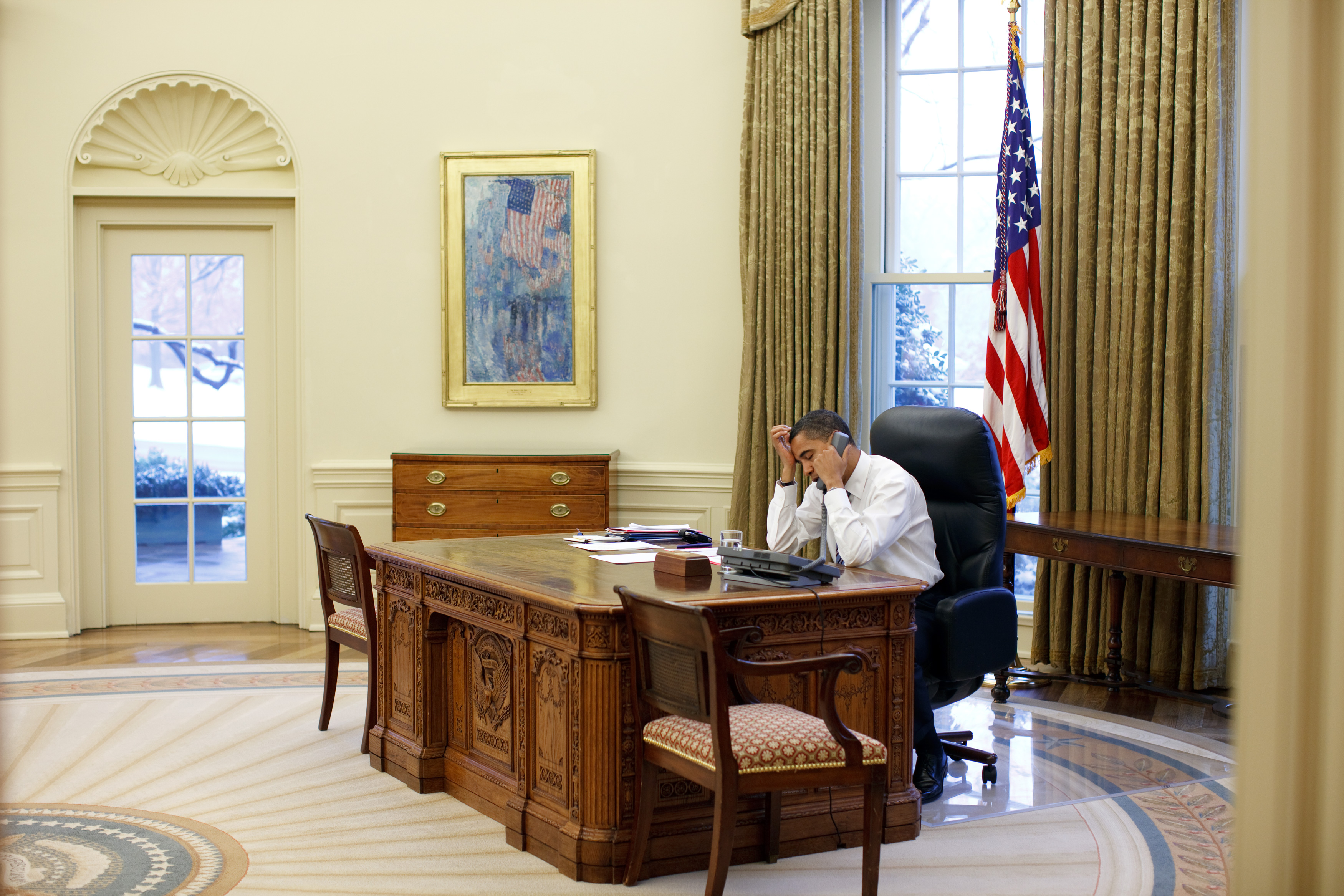
Barack Obama en el Despacho Oval con el cuadro The Avenue in the Rain al fondo.

Entre sus obras más conocidas está la Flag series, treinta cuadros que comenzó a pintar en 1916 cuando se inspiró en el desfile de los voluntarios para la preparación de los Estados Unidos en la Primera Guerra Mundial en la Quinta Avenida. Fue realizada al final de su vida. La más famosa pintura de la serie, The Avenue in the Rain (1917) representando banderas de Estados Unidos y sus reflejos en la lluvia es parte de la colección de la Casa Blanca y Barack Obama la situó en la Oficina Oval al comienzo de su presidencia.
Otras obras sobresalientes de Hassam son Rain Storm, Union Square (1890), The South Ledges, Appledore (1913) o Allies Day, mayo de 1917 (1917). 

## Fuente
- Esta obra contiene una traducción  derivada de «Childe Hassam » de Wikipedia en francés, publicada por sus editores bajo la Licencia de documentación libre de GNU y la Licencia Creative Commons Atribución-CompartirIgual 4.0 Internacional.